# Подволошинское муниципальное образование
Подволошинское сельское поселение — муниципальное образование, сельское поселение Катангского района Иркутской области России. Административный центр — единственный населённый пункт на территории поселения село Подволошино. Ранее в состав поселения входил также упразднённый посёлок Надеждинск.
Территория поселения расположена в юго-восточной части Катангского района, в бассейне реки Нижняя Тунгуска. Подволошинское сельское поселение граничит на севере с Непским муниципальным образованием, на всём остальном протяжении границы поселения совпадают с границами между Катангским и Киренским районами Иркутской области.

## Население
| 2010 | 2011 | 2012 | 2013 | 2014 | 2015 | 2016 |
| ---- | ---- | ---- | ---- | ---- | ---- | ---- |
| 467  | ↘465 | ↘451 | ↘434 | ↘414 | ↘408 | ↘398 |
| 2017 |      |      |      |      |      |      |
| ↘365 |      |      |      |      |      |      |

Гендерный состав
По результатам Всероссийской переписи населения 2010 года численность населения муниципального образования составила 467 человек, в том числе 236 мужчины и 231 женщина.